# Savines-le-Lac
Savines-le-Lac é uma comuna francesa na região administrativa da Provença-Alpes-Costa Azul, no departamento de Altos-Alpes. Estende-se por uma área de 25,13 km². Em 2010 a comuna tinha 1 108 habitantes (densidade: 44,1 hab./km²).